# Вульгата
Вульга́та (от лат. Biblia Vulgata — «Общепринятая Библия») — латинский перевод Библии, основанный на трудах блаженного Иеронима Стридонского. Предыдущим (до Вульгаты) латинским переводам Библии присвоено название Vetus Latina («Старолатинские» переводы, также именуются Itala).
C XVI века Вульгата является официальной латинской Библией Католической церкви. Из-за огромного числа несогласованных между собой рукописей Библии, папа Дамасий в 380-е годы распорядился привести в порядок латинский перевод, работа над которым шла, по крайней мере, до кончины Иеронима в 420 году. Несмотря на то, что этот перевод стал в Римской церкви нормативным, старолатинские версии активно использовались и воспроизводились до XII—XIII веков. Термин «Вульгата» возник в конце Средневековья; по-видимому, впервые его употребил Якоб Фабер.
Уже к IX веку текст Вульгаты подвергся искажениям (скриптории не успевали выпускать достаточное количество копий с авторитетных рукописей), и возникла необходимость создания единообразной редакции, которой занимались Алкуин и Теодульф. Алкуин, однако, решал практическую задачу создания стандартного текста для монастырей и школ Франкской империи, в то время как Теодульф стал предтечей современных методов критического библейского издания. К XIII веку вновь возникла потребность полного и систематического очищения латинской Вульгаты от искажений, за которое брались целые сообщества учёных, особенно Парижского университета. Всего за период V—XV веков сохранилось более 10 000 рукописей Вульгаты, в которых представлено около 300 вариантов расположения библейских книг и множество других расхождений.
Текст Вульгаты был воспроизведён немецким типографом Иоганном Гутенбергом в его первой печатной книге 1456 года. Первое критическое издание Вульгаты было выпущено в 1528 году во Франции Робером Этьеном. В 1546 году на Тридентском соборе был официально признан авторитет Вульгаты и принято постановление об изданиях quam datissime (то есть насколько возможно, без ошибок). К тому времени вышло более 150 изданий Вульгаты самого разного качества. Папа Сикст V в 1585 году назначил авторитетную комиссию для образцового издания и сам принимал в ней участие. Сикстинское издание Вульгаты вышло в 1590 году, но после смерти папы римского было изъято. Официальной латинской Библией Римско-католической церкви стала «Климентова Вульгата», впервые опубликованная в 1592 году.
Наиболее полным критическим изданием Нового Завета Вульгаты, учитывающим все известные на тот момент рукописи, является Оксфордское издание, начатое Джоном Вордсвортом, епископом Солсбери, который предпринял попытку восстановить первоначальный текст перевода Иеронима. Его публикация заняла 65 лет (с 1889 по 1954 годы). В 1969 году Вюртембергское библейское общество выпустило критическое издание Вульгаты (так называемое Штутгартское), осуществлённое как католическими, так и протестантскими учёными. Пунктуация отсутствует, соответственно, и выделение стихов прописными буквами.
Папа Пий X в 1907 году поручил Ордену бенедиктинцев предпринять новый поиск древних рукописей Вульгаты и восстановить текст Иеронима в возможно более чистой форме, чтобы заменить Климентово издание, признанное не вполне удовлетворительным. Во исполнение этого в 1914 году была создана Комиссия Вульгаты. В 1926—1995 годах был выпущен полный Ветхий Завет, но практическая надобность в этом издании отпала ещё в середине века.
После Второго Ватиканского собора было начато издание «Новой Вульгаты» (Nova vulgata bibliorum sacrorum editio), предназначенной для использования в реформированном чине литургии и отражающей достижения современной текстологии. Издание было утверждено и провозглашено типовым (editio typica) папой Иоанном Павлом II в 1979 году и стало новым официальным текстом Библии, принятым в Католической церкви. В 1986 году вышло в свет второе типовое издание Новой Вульгаты, в которое были внесены некоторые изменения для достижения большей ясности и большего единообразия текста.

## История создания
К концу IV века возникла потребность в едином и достоверном тексте латинской Библии, на котором Западная церковь могла бы основывать своё учение. По словам Б. Мецгера, «разные версии были так перемешаны и искажены, что не нашлось бы и пары согласующихся друг с другом рукописей». В результате Папа Дамасий I поручил эту задачу Софронию Евсевию Иерониму. Получив хорошее латинское образование, он приступил к изучению греческого и еврейского языков в зрелом возрасте, однако владел библейским ивритом лучше, чем Ориген, Ефрем Сирин и Епифаний Кипрский. Папа Дамасий вызвал Иеронима в Рим в 382 году в качестве советника при соборе и оставил у себя в должности секретаря. Иерониму предстояло, не создавая нового перевода, отредактировать имеющиеся, приведя их в соответствие с оригиналом.
Ещё до отъезда из Рима в 385 году, Иероним успел пересмотреть и отредактировать текст Четвероевангелия. Поселившись в Вифлееме, Иероним получил доступ к обширной библиотеке Кесарии Палестинской, в которой сохранялась и Гексапла. Таким образом, он впервые перевёл 39 книг еврейской Библии непосредственно с иврита и арамейского, причём Псалтирь оказалась в двух версиях: сначала Иероним сверил перевод Септуагинты с Гексаплой (так называемая Галликанская Псалтирь), но позднее сам же сделал новый перевод с еврейского языка («ex Hebraica veritate»). Последний вариант имел широкое распространение до IX века — реформы Алкуина.
Переводческая деятельность Иеронима хорошо документирована им самим в переписке с другими учёными и богословами, значительная часть его посланий сохранилась и публикуется вместе с текстами Вульгаты. Именно в своих посланиях книги Ветхого Завета, имеющиеся в Септуагинте, но отсутствующие в Танахе, он характеризовал как апокрифы (впоследствии в католицизме книги, упоминаемые Иеронимом, были включены в канон и названы второканоническими). Из ветхозаветных текстов, отсутствующих на иврите, Иероним перевёл с арамейского книги Товита и Юдифь, отредактировал Есфирь по Септуагинте и Даниила по переводу Феодотиона из Гексаплы. Книги Премудрости Соломона, Иисуса, сына Сирахова, Маккавейские, Варуха и плач Иеремии не переводились Иеронимом и были введены в Вульгату из старолатинских версий, это заметно и по стилю.
Иероним Стридонский понимал сложность поставленной перед ним задачи. В послании папе Дамасию, публикуемом как предисловие к Новому Завету (Praefatio sancti Hieronymi presbyteri in Evangello), он писал:

Ты убеждаешь меня пересмотреть старолатинскую версию, засев за разбор копий Писания, рассеянных ныне по всему миру; и поскольку все они отличаются друг от друга, ты хочешь, чтобы я решил, какая из них согласуется с греческим подлинником. Это труд любви, но труд в одно и то же время и рискованный, и дерзновенный, ибо, судя других, я выставлю себя на всеобщий суд. Кроме того, как отважусь я изменить язык мира, когда он убелён сединой, и снова вернуть его к ранним дням детства? Найдётся ли человек, учёный или неуч, который, взяв в руки этот том и поняв, что прочитанное идёт вразрез с его привычными вкусами, не разразился бы немедля бранью, не назвал бы меня фальсификатором и профаном за то, что я осмелился дополнить древние книги, изменить их или исправить?— Пер. С. Бабкиной
Опасения, высказываемые Иеронимом, не были беспочвенными, поскольку он сам подчёркивал, что его перевод не имеет касательства к божественному вдохновению, а является делом учёности. В результате Вульгата вызвала резкую критику современников. Особенно непримиримыми оппонентами Иеронима поначалу были Руфин Аквилейский и Аврелий Августин. Руфин заявил, что Иероним «видения иудеев предпочёл сверхъестественному свету Семидесяти толковников». Августин в одном из посланий (Epist. LXXI) приводил реакцию своих прихожан: в городе Оа в Северной Африке, когда при чтении в церкви собравшиеся услышали новый вариант перевода (Иона покоился под плющом лат. hedera, а не тыквенным деревом лат. cucurbita), местный епископ едва не остался без паствы, настолько было велико их возмущение. Августин писал Иерониму, что его перевод бесполезен:

«…Ты предпринял исправить то, что или тёмно, или ясно; если то, что тёмно, то ты сам здесь мог обмануться, а если то, что ясно, то можно ли поверить, чтоб древнейшие толковники могли в том погрешить?».
Иероним яростно защищал свой труд, используя яркие инвективы, именуя своих оппонентов «двуногими ослами» и «тявкающими собаками». Тем не менее Августин к концу жизни сам стал использовать перевод Иеронима в своих трудах, но отказывался применять его для богослужения. Также и Руфин в толкованиях на пророческие книги стал пользоваться переводом Иеронима. К V веку он распространился в Галлии и Испании и к VI веку прочно вошёл в богослужебную практику и в Италии.

### Переводческий метод Иеронима Стридонского
Иероним Стридонский достаточно подробно описывал свои взгляды на перевод и редактирование текста Священного Писания. Он заявил, «что в переводе с греческого, кроме Священного Писания, в котором и расположение слов есть тайна» необходимо передавать «не слово в слово, а мысль в мысль» (лат. non verbum de verbo, sed sensum de sensu). В этом отношении он основывался на методе Цицерона, который переводил с греческого «не как переводчик, а как оратор, — теми же мыслями и формами их, фигурами и словами, приноровленными к нашему употреблению».
Согласно Б. Мецгеру, существует три основных вопроса, связанных с созданием Иеронимовой Вульгаты:
1. Какой тип старолатинского текста лежал в основе редакции Иеронима?
2. Можно ли определить тип греческих рукописей, которые изучал Иероним для исправления старолатинской версии Библии?
3. Какая часть Нового Завета Вульгаты действительно переведена Иеронимом?

Разрешить данные вопросы впервые попытались в 1870-е годы Вордсворт и Уайт при подготовке критического издания Вульгаты. Далее к дискуссии присоединились А. Саутер (статьи 1911—1912 годов) и Х. Фогельс (в 1928 году). Фогельс пришёл к выводу, что ни одна из старолатинских версий, которые были доступны Иерониму, до наших дней не дошла. По-видимому, он пользовался не менее чем пятью старолатинскими рукописями, в том числе Верчелльским кодексом. Фогельс также утверждал, что Иероним внёс в старолатинский текст Четвероевангелия примерно 3500 поправок, исправляя неточности, улучшая стиль или приводя версию в соответствие с оригиналом. Если признать его правоту, выяснится, что при начале работы над Евангелиями Иероним относился к тексту строже, чем в конце. Это можно проиллюстрировать на примере притчи о злых виноградарях. В Евангелии от Матфея Иероним последовательно менял древнее латинское слово colonus на agricola, причём оба слова — перевод греч. γεωργός. В Евангелии от Марка замены становятся непоследовательными, а в Евангелии от Луки он, кажется, вообще перестал обращать на это внимание. Такие примеры — не единичны. Это, однако, не свидетельство невнимательности, поскольку Иероним не стремился коренным образом пересматривать перевод и чаще всего устранял неологизмы, созданные в старолатинской версии в подражание греческим словам. Впрочем, есть единичный пример (Ин. 10:16), когда Иероним ошибочно исправил верный старолатинский текст (однако в комментарии к Иезекиилю это место трактовано верно). Согласно Фогельсу, Иероним пользовался рукописями, отображающими византийский тип текста, но с некоторыми западными чтениями.
Весьма сложным является вопрос о собственном вкладе Иеронима в перевод Нового Завета. Традиционная точка зрения гласит, что, отредактировав Четвероевангелие в 384 году, Иероним бегло прошёлся по остальной части Нового Завета. Однако католические учёные XX века отвергли предание — так, бенедиктинец Донасьен де Брюн в 1915 году предположил, что Послания Павла переведены в Вульгате Пелагием.
Апокалипсис в Вульгате имеет явные черты сходства с версией, представленной в Синайском кодексе. Фогельс, сделавший это открытие в 1920 году, однако, отказывался допустить, что именно на нём основывалась версия Иеронима, и предположил, что Синайскому кодексу предшествовала старолатинская версия. Тем самым оказывается, что Вульгата чрезвычайно важна для реконструкции первоначального текста Апокалипсиса.
Примечательным является перевод Иеронимом ветхозаветного текста Исх. 34:35. В древнееврейском оригинале сказано, что израильтянам трудно было смотреть в лицо Моисеево, потому что оно излучало свет (др.-евр. כִּ֣י קָרַ֔ן ע֖וֹר פְּנֵ֣י‬). Соответствующее еврейское слово (קָרַ֖ן‬ qāran) обозначало и рога, и лучи. Однако блаженный Иероним перевёл его quod cornuta esset facies sua — «потому что рогато было лицо его», что на века определило католическую иконографию Моисея.

### Язык Иеронимовой Вульгаты
По словам А. И. Малеина:

Слово Божие впервые переведено было по-латыни не тем изящным литературным языком, на котором говорили образованные и учёные люди тогдашнего латинского мира, а наоборот, языком простым, так называемым вульгарным, обыденным и деревенским (lingua vulgaris, cotidiana, rustica). Язык этот встречается в литературе очень редко и притом только в таких памятниках её, которые по своему содержанию могли быть написаны обычной разговорной речью; таковы, прежде всего, комедии Плавта (254—184 гг. до Р. X.) и сатирический роман Петрония (первый век до Р. X.), а затем сочинения по сельскому хозяйству и пи́сьма. Даже язык Цицерона в его письмах сильно разнится от прочих его сочинений.
Иероним, сам будучи образованным человеком и адресуясь христианам, получившим классическое образование, должен был учитывать особенности литературного языка. Стиль перевода Нового Завета отличался от Псалтири. Редакторская работа Иеронима хорошо видна при сопоставлении со старолатинской версией. Например, в Исх. 34:19 он поставил вместо adaperiens классический глагол aperire; вместо простонародных sanctitudo и sanctimonia — классическое sanctitas, вместо munimen — классическое munimentum, вместо odibilis — odiosus и т. д. Стремление сохранить чистоту языка приводило и к замене греческих слов латинскими: вместо cataclysmus — inundatio или diluvium, вместо moechia — adulterium или stuprum, вместо thronus — solium и т. д.
При переводах с иврита, в котором порядок слов менее свободен, чем в латыни, и значительно меньше частиц, Иероним для передачи тонких оттенков значения активно пользуется латинскими частицами и возможностями, предоставляемыми свободным порядком слов. Для стилистической торжественности широко используются архаизмы.
Ввиду отсутствия в латинском языке того времени ряда терминов, в том числе абстрактных, Иероним образовал не менее 350 неологизмов, использованных в Вульгате. В основном это отглагольные существительные на -io и на -tor. По замечанию А. И. Малеина, примерно половина лексикографического фонда Иеронима совпадает с таковым у Цицерона. Синтаксис перевода Иеронима аналогичен латинскому языку «серебряного века», который характеризуется бо́льшей свободой по сравнению с языком Цицерона, допуская поэтические конструкции и калькированные греческие обороты. В одном из своих посланий (Ер. 64, 11) он отмечал: «Я хочу для лёгкости понимания читателя пользоваться простонародною речью». Здесь подразумевается более свободное употребление падежей, более широкое употребление предлогов наряду с падежными окончаниями (впоследствии в романских языках падежное склонение было сильно редуцировано или утрачено), радикальное изменение управления некоторых глаголов, упрощение времён сослагательного наклонения и инфинитивов, замена сослагательного наклонения изъявительным, смешение причастия настоящего времени с герундивом и т. д. Синтетическая конструкция латинского языка зачастую уступает место в Вульгате аналитической.

## Рукописная передача текста Вульгаты
С. Берже в 1893 году впервые ввёл классификацию рукописей Вульгаты, которых в общей сложности сохранилось около десяти тысяч. Выделяются редакции: итальянская, испанская, ирландская и французская; в Раннем Средневековье делались редакции Алкуина и Теодульфа. Ниже перечислены важнейшие рукописи, используемые для подготовки критических изданий Вульгаты.

### Итальянский тип
- Древнейший экземпляр Вульгаты — Codex Sangallensis (Санкт-Галленский кодекс, Sangall. 1395). Переписан в Вероне, по-видимому, в V веке. Лоуэ считал возможным, что он написан ещё при жизни Иеронима[32]. В Средние века кодекс был расшит, его листы пошли на переплёты других рукописей. Сохранилось около половины текста Четвероевангелия, часть листов хранятся за пределами Библиотеки Св. Галла[33].
- Codex Fuldensis (Фульдский кодекс, F) был написан для Виктора, епископа Капуанского, который сам внёс в кодекс поправки и подписал своё имя (оставив при этом кляксу) в 546 году. Позже кодекс приобрёл Святой Бонифаций и в 745 году передал аббатству в Фульде. Содержит полный Новый Завет, включая Послание к Лаодикийцам. Евангелия имеют форму гармонии, восходящую к «Диатессарону» Татиана[34].
- Codex Foro-Juliensis (J) — переписан в VI или VII веке. Остатки кодекса хранятся в трёх разных собраниях, наибольший фрагмент — Евангелия от Матфея, Луки и Иоанна (отсутствуют Ин. 19:24-40; 20:19-21, 25) хранятся в археологическом музее Чивидале-дель-Фриули. Неразборчивые фрагменты Евангелия от Марка содержатся в Библиотеке св. Марка в Венеции. Третий фрагмент — Евангелие от Марка (Мк 12:21 — 16:20) — хранится в Праге. Местные жители, в том числе духовенство, ещё в XVIII веке разделяли мнение, что это автограф евангелиста Марка. Основатель славянского языкознания Й. Добровский подвергся нападкам, когда в 1778 году опубликовал работу[35], доказывающую, что фрагмент написан гораздо позже, чем жил св. Марк[36].
- Codex Amiatinus (Амиатинский кодекс, А) — самый авторитетный документ Вульгаты. Именуется также Пандектом, поскольку является первым сохранившимся на Западе кодексом, в котором все библейские книги переплетены вместе. До времени Кассиодора упоминаний о таких книгах нет[37]. Кодекс был переписан в самом начале VIII века на севере Англии, в Вирмуте или в Джарроу, с рукописей, привезённых из Италии. После 716 года доставлен в Рим, с 1786 года хранится во Флоренции. На 1029 листах сохранился практически полный текст всей Библии, утрачена только Книга Варуха. К. Тишендорф издал Новый Завет в 1850 году, в 1887 году Уайт положил этот текст в основу Оксфордского издания Вульгаты[38].
- Codex Lindisfarensis (Евангелие из Линдисфарна, Y) — один из ярких представителей гиберно-саксонского книжного искусства. Предположительно переписан между 698—721 годами епископом Эдфридом в честь Св. Кутберта. Отнести его к итальянской редакции позволяет таблица праздников, по которой читались отрывки: там упоминаются местночтимые святые Неаполя и Святой Януарий. Текст очень близок Амиатинскому кодексу, в X веке епископ Алдред между строк вписал перевод на редкий нортумбрийский диалект англосаксонского языка[39].

### Испанский тип
Испанская версия Вульгаты ведёт начало от самого Иеронима, поскольку в 398 году он руководил работой писцов, специально отправленных к нему Луцинием Бетским. Об этом говорится в его посланиях (Epist. LXXI. 5 и LXXV. 4).
- Codex Cavensis (С) — одна из двух важнейших рукописей Вульгаты испанского типа, вероятно, IX века. Содержит полный текст Библии и послания Иеронима, мелко переписанные вестготским почерком в три колонки. Писец в колофоне к Плачу Иеремии именует себя «Danila scriptor». В тексте Евангелий заметны старолатинские элементы. Присутствует Comma Johanneum (1Ин. 5:7 после стиха 8)[40][41].
- Codex Complutensis I — экземпляр полной Библии, законченный в 927 году. Кардинал Хименес пользовался этой рукописью для издания многоязычной Библии. Во время гражданской войны в Испании кодекс был почти полностью уничтожен. Остатки хранятся в библиотеке Философско-литературного факультета Мадридского университета (Bibl. Univ. Cent. 31). Фотокопия рукописи хранится в аббатстве св. Иеронима в Риме. Некоторые части Ветхого Завета — старолатинские, Новый Завет — Вульгата испанского типа: за Посланием к Евреям следует Послание к Лаодикийцам[42]. За Деяниями Апостолов следует текст о страстях святых Петра и Павла, написанный мелким почерком[43]
- Codex gothicus Legionensis (Готский Леонский кодекс, AL) — рукопись полной Библии, переписанная около 960 года писцом Санчо близ Бургоса. С XII века рукопись принадлежит церкви св. Исидора Леонского. Текст — Вульгата, но с большим количеством старолатинских чтений, записанных на полях, особенно в Ветхом Завете. За Деяниями Апостолов следует текст о страстях святых Петра и Павла, написанный мелким почерком; аналогичный имеется в Codex Complutensis I[43]. Кодекс использовался для издания Сикстинской Вульгаты 1590 года. Теофило Аюсо в 1945 году высказывал предположение, что рукопись в точности копирует редакцию Библии, подготовленную Перегрином в V веке[44].
- Codex Toletanus (Толедский кодекс, Т) — переписан, предположительно, в Севилье, около 988 года; хранится в Национальной библиотеке в Мадриде (MS. Tol. 2.I, vitr. 4). Вторая из двух важнейших рукописей Вульгаты испанского типа; её не успели использовать в Сикстинском издании 1590 года — материалы сверки прибыли в Рим слишком поздно[45].

### Ирландский тип
- Codex Kenannensis (Келлская книга, Q) — экземпляр Евангелий VIII или IX века, чрезвычайно роскошно декорированный в кельтском стиле. Текст ирландского типа с чтениями, объединяющими несколько вариантов[46].
- Codex Lichfeldensis (Личфилдский кодекс, L) — роскошно оформленное Четвероевангелие, создание которого традиция приписывает св. Чаду, по оформлению напоминает Келлскую книгу. Содержит Евангелия от Матфея, Марка и Луки (до 3:9; второй том кодекса с окончанием Луки и Евангелием от Иоанна утерян). Считается, что текст кодекса исправлен по греческому оригиналу[47].
- Codex Rushworthianus (также «Евангелия Мак-Регола», по имени писца; R). Содержит Евангелия с подстрочными староанглийскими глоссами; Евангелие от Матфея написано на мерсийском диалекте, другие Евангелия — на нортумбрийском[48]. Во многих чтениях порядок слов изменён, особенно в Евангелии от Матфея, что считается результатом правок по греческому оригиналу[47].
- Codex Dublinensis (Дублинский кодекс, D, или «Книга Армагха»). Полный экземпляр Нового Завета, переписанный в 807 году мелким ирландским почерком, писцом по имени Фердомнах. Послание к Лаодикийцам стоит за Посланием к Колоссянам, а Деяния Апостолов — за Апокалипсисом. Обнаруживаются следы исправления по греческим рукописям, близким Феррарской группе (семья 13)[47].

### Французский тип
- Codex Sangermanensis (Сен-Жерменский кодекс) — второй том Библии, включающий часть Ветхого Завета и полный Новый Завет. Хранится в Национальной библиотеке Франции (Bibl. Nat. 11553). Создан в IX веке. Текст Евангелия от Матфея — старолатинский (gl). Данный кодекс — один из важнейших представителей Вульгаты французского типа: порядок Нового Завета таков — Евангелия, Деяния, Соборные послания, Апокалипсис, послания Павла, Пастырь Гермы. Текст использовался для критического издания Р. Этьенна 1540 года, а также фундаментальных критических изданий Вордсворта-Уайта и Штутгартской Вульгаты. Примечания на полях Евангелия от Иоанна содержат набор Sortes Sanctorum[англ.], применяемых для гадания[49].
- Codex Beneventanus (Беневентский кодекс, Британский музей, add. 5463) — аккуратно исполненный экземпляр Четвероевангелия хорошей сохранности, переписанный унциалом в начале IX века. Текст содержит смесь испанских и ирландских чтений, составивших основу собственно французского типа Вульгаты[49].
- Codex Colbertinus (Paris, Bibl. Nat. 254) — составлен из двух разных рукописей: Четвероевангелие — старолатинское, остальные книги Нового Завета содержат текст Вульгаты, записанных другим почерком. Берже датировал эту рукопись по палеографическим признакам XII веком, судя по стилю иллюстраций, рукопись была создана на юге Франции. За Деяниями Апостолов следует текст о страстях святых Петра и Павла, написанный мелким почерком; аналогичный имеющимся в испанских Леонском кодексе и Codex Complutensis I[43].

### Редакция Алкуина
Когда Карл Великий, сделавшись единоличным правителем франков в 771 году, начал централизацию духовной жизни в своём государстве, он издал несколько указов о переписке и редакции священных книг. Довольно быстро обнаружилось, что в государстве имеют хождение разные типы Библий, причём и старолатинские и Вульгата имели множество вариантов. В капитулярии 789 года Admonitio generalis среди прочего повелевается:

…Чтобы были в каждом монастыре и приходе хорошие экземпляры католических книг… и не до́лжно позволять мальчикам портить их при чтении или делать на них надписи; если же необходимо записать [то есть переписать] Евангелие, Псалтирь или требник, пусть пишут люди совершенных лет со всем тщанием (perfectae aetatis homines scribant cum omni diligentia).
Алкуин с 781 года занимал пост советника Карла по делам религии и образования, с 796 года он также возглавлял аббатство св. Мартина в Туре, создав в нём скрипторий и библиотеку. В пасхальном письме 800 года, адресованному сестре и дочери Карла — Гизелле и Ротруде, — он сообщал, что по поручению короля работает над исправлением Ветхого и Нового Заветов. Исследователи по-разному толковали эти слова: большинство полагали, что Алкуин занимался созданием единообразной редакции Вульгаты, однако Бонифатий Фишер убедительно доказывал, что речь шла о создании роскошно украшенных рукописей. Действительно, рукописи придворной школы Карла Великого содержат почти исключительно редакцию Алкуина.
Алкуин был далёк от текстологии и не пытался восстанавливать изначального чтения Иеронима. Он решал практическую задачу создания текста, соответствующего нормам классической латыни, и который послужил бы эталоном для монастырей и школ Франкской империи. Его редакторская работа сводилась к исправлению грамматики, орфографии и пунктуации. Для сверки он использовал рукописи из родной Нортумбрии, по-видимому, его исходные материалы не сохранились.
Тексты семьи редакции Алкуина характеризуются высокой стабильностью. Оригинал не сохранился, все копии обозначаются сиглой Ф — по прозвищу Алкуина — Флакк. Среди важнейших рукописей его редакции Б. Мецгер выделял следующие:
- Кодекс св. Адальберта — рукопись Четвероевангелия (хранится в Орденской библиотеке в Гнезно, Польша; MS. 1). Переписан, вероятно, в третьей четверти IX века. В рукописи лакуны: отсутствуют Мф 6:5-27; 26:56—28:20; Мк 1:1—5:32; Лк 1:1—3:38; Ин 1:1—5:38. Феликс Грыглевич высказал предположение, что из всех рукописей она представляет самую чистую форму редакции Алкуина[53].
- Codex Vallicellianus (V или ФV) многие исследователи рассматривают как наиболее близко расположенный к первоначальной редакции Алкуиновой Библии. Хранится в Риме в Библиотеке ораториан (В 6) близ церкви Санта-Мария-ин-Валличелла (называемой также Кьеза Нуова). Датируется IX веком. Текст её необычен для каролингских Библий, ибо переписан в три колонки, в то время как обычно текст располагался в двух. Рукопись использовалась при подготовке Сикстинского издания Вульгаты 1590 года[54].
- Codex Carolinus или Grandivalensis (К или ФG) — рукопись IX века из аббатства Мутье-Гранваль близ Базеля. С 1836 года Грандвальская Библия хранится в Британском музее. Образец роскошно орнаментированных каролингских рукописей, созданных в Турском скриптории[3].
- Codex Paulinus (ФР) — рукопись IX века, хранится в Риме в библиотеке базилики Сан-Паоло-фуори-ле-Мура. Написана для Карла Лысого; как и все аналогичные рукописи, имеет особо роскошную орнаментацию[3].
- Codex Bambergensis (В), хранится в Государственной библиотеке Бамберга (Msc.Bibl.1). Переписан в Туре приблизительно через 30 лет после кончины Алкуина, содержит его портрет. В кодексе отсутствует книга Откровения[3].

#### Роскошные каролингские кодексы Вульгаты
По определению Берже, «венцом традиции Вульгаты в эпоху Каролингского возрождения стали роскошные экземпляры Писания, выполненные на пурпурном пергаменте золотыми и серебряными чернилами, часто искусно орнаментированные». По мнению Б. Мецгера, ярким представителем этого направления изобразительного искусства является «Золотое Евангелие» (именуемое также «Золотым Евангелием Генриха VIII»), хранящееся в Библиотеке Пирпонта Моргана (Morgan MS M. 23). Оно целиком написано на пурпурном пергаменте золотом, текст воспроизводит Четвероевангелие Вульгаты с нортумбрийскими и ирландскими соответствиями. Кодекс, очевидно, готовился как престижный подарок к королевскому визиту, и создавался в спешке — в работе было задействовано 16 писцов. Он не вычитывался корректором и не предназначался для использования в литургии.

### Редакция Теодульфа
Епископ Орлеана Теодульф стал предтечей современных методов библейской критики и издания: на полях он стал расставлять сиглы для указания разночтений и их источников. В версии Теодульфа сигла ā обозначала чтение редакции Алкуина, а сигла ŝ — испанской редакции. Редакция Теодульфа, будучи строго научной, легко подвергалась искажениям, поскольку невнимательные писцы включали маргиналии в основной текст. Рукописей Вульгаты в редакции Теодульфа сохранилось намного меньше, чем в редакции Алкуина.
- Codex Theodulfianus (θ) хранится в Национальной библиотеке Франции (Lat. 9380). Берже полагал, что рукопись выполнена непосредственно под наблюдением Теодульфа, и редакторские пометы на полях являются результатом его работы. Рукопись содержит полный текст Библии, переписанный минускулами мелким почерком. Псалтирь и Четвероевангелие выполнены в технике хризографии — серебром по пурпурному пергаменту[58].
- Codex Aniciensis (4 и 42) также хранится в Национальной библиотеке Франции. Рукопись датируется IX веком (Лоуэ полагал, что рубежом VIII века), и чрезвычайно напоминает предыдущую, однако писец допустил много ошибок[59].
- Codex Hubertanus (H) из монастыря Св. Губерта в Арденнах. Хранится в Британском музее (Add. 24142). Вордсворт и Уайт датировали его IX или X веком. Отличается тем, что переписан в три колонки на листе, текст обрывается на 1Пет. 4:3. В общем, текст ближе к нортумбрийскому тексту Амиатинского кодекса, однако исправления (первоначальный текст затирался) представляют редакцию Теодульфа[59].

### Редакции Вульгаты XI—XIII веков
Редакция Алкуина оказалась настолько популярной, что скриптории были не в состоянии удовлетворить спрос на большое число рукописей, из-за чего через несколько поколений вновь началась деградация библейского текста. В 1060—1080-е годы попытку восстановить текст Библии предпринял Лафранк, епископ Кентерберийский, который «работал над исправлением всех книг Ветхого и Нового Заветов». Ни одна из исправленных им рукописей не сохранилась.
В начале XII века редакцию Вульгаты начал Стефан Хардинг, закончивший переписывать исправленную им Библию в 1109 году. Переплетённая в четыре тома, она хранится в библиотеке Дижона (MS. 12—15). Выполненная им работа отличается высоким качеством, поскольку он сравнивал Вульгату не только с латинскими и греческими рукописями, а также привлекал еврейских учёных для консультаций по поводу сомнительных мест Ветхого Завета.
В XIII веке для систематического очищения Вульгаты от искажений стали собираться группы учёных-текстологов и богословов. Результатом их трудов становились «корректории» (лат. correctoriones) — книги, в которые собирались разночтения, как из греческих и латинских рукописей, так и из цитат у отцов Церкви. Б. Мецгер называл важнейшими корректориями следующие:
1. Correctorium Parisiense, созданный, вероятно, в 1226 году богословами Парижского университета;
2. Correctorium Sorbonicum;
3. Correctorium доминиканцев, подготовленный под руководством Хуго де Сент-Каро около 1240 года;
4. Correctorium Vaticanum; этот труд, как считается, создал францисканец Вильгельм де Мара, работавший над ним почти 40 лет. Данный корректорий цитируется в издании Вульгаты Вордсворта — Уайта под обозначением cor. vat.[61]

### Установление канонического порядка книг Вульгаты и деления на главы
До XII века ссылки на главу при цитировании Писания практиковались крайне редко. В поздней античности и в средневековье существовало множество систем деления на главы. Этот разнобой был осознан и стал серьёзной проблемой в Парижском университете, где обучались студенты самых разных стран и в первую очередь потребовалось единообразное деление Писания на главы. Не меньший разнобой составлял порядок последовательности книг Писания: Берже выделил 284 варианта в латинских рукописях.
Чёткую систему, которая в дальнейшем была принята в первых печатных изданиях Вульгаты, предложил в XIII веке Стефан Лангтон, в то время — доктор Парижского университета. Ему же принадлежит стандартное деление библейских книг на главы. В его системе глава прежде всего подразделялась на семь частей (не параграфов), отмеченных на полях буквами а, b, с, d, e, f, g. Ссылки делались на номер главы и далее на букву раздела. Более короткие главы Псалмов, однако, не всегда делились на семь частей. Деление библейского текста на стихи ввёл Робер Этьенн в женевском издании греческого и латинского Нового Завета 1551 года.

## Печатные издания Вульгаты

### Первые печатные издания
Первой в Европе книгой, изданной типографским способом, была «Библия Гутенберга», опубликованная между 1452—1456 годами в Майнце. Текстологи-библеисты часто именуют её «Библией Мазарини», поскольку первый её экземпляр хранился в библиотеке кардинала Мазарини. Опубликованный Гутенбергом текст латинской Вульгаты основывался на рукописи французского типа XIII века, со следами редакции Алкуина. Текстологическая работа не проводилась, как не проводилось сверки авторитетных рукописей, по сути, это было воспроизведение наиболее распространённой формы Вульгаты того времени. Примечателен порядок книг Нового Завета: после Четвероевангелия следуют Послания Павла, далее Деяния Апостолов, Соборные послания и Апокалипсис. Тем не менее, множество последующих изданий вплоть до конца XVI века основывались на Библии Гутенберга.
Первое печатное издание Вульгаты в Риме осуществили печатники из Майнца Арнольд Паннарц и Конрад Свейнхейм в 1472 году. Развитие книгопечатания привело к тому, что за первые 50 лет его существования вышло 124 издания латинской Библии. Первые издания Вульгаты воспроизводили рукописные фолианты и переплетались в большие тома. Библию карманного формата (ин-октаво) впервые выпустил в Базеле Иоганн Фробен в 1491 году.

### Первые критические издания
Первое печатное издание Вульгаты с указанием разночтений было выпущено в Париже в 1504 году Адрианом Гумелли. Аналогичные издания выпускались Альбертом Кастеллани в Венеции в 1511 году и в 1513 году в Лионе — главном центре французского книгопечатания. В 1522 году вышла в свет Комплютенская Полиглотта — первое многоязычное издание (помимо Вульгаты, Септуагинта, Танах и таргум Онкелоса).
Проблему воссоздания текста Вульгаты, максимально приближенного к переводу Иеронима, поставили в XVI веке деятели Реформации. В 1522 году А. Озиандер опубликовал своё издание Вульгаты с указанием соответствий еврейского текста Ветхого Завета. Первым по-настоящему критическим изданием Вульгаты стал труд Р. Этьенна 1528 года, подготовленный по трём качественным рукописям французского типа. Этьенн постоянно улучшал свою редакцию: в четвёртом издании 1540 года использовались уже 17 рукописей. Иоанн Гентский в 1547 году располагал уже 31 рукописью и двумя печатными редакциями. Теологи Лувенского университета постоянно улучшали это издание до 1583 года.
8 апреля 1546 года, во время IV сессии Тридентского собора был полностью признан авторитет Вульгаты (только этот текст можно было использовать в литургии и проповедях), и было вынесено постановление о печатании его без ошибок. Однако реализовать официальное издание Вульгаты не удавалось в следующие 45 лет.

### Сикстинская Вульгата
Во исполнение постановлений Тридентского собора была образована Комиссия для разработки новой пересмотренной версии Вульгаты, которая должна была стать официальной Библией Римской церкви. Первая Комиссия была созвана в 1561 году Папой Пием IV, однако её участники не смогли договориться о принципах работы. Вторая комиссия — Congregatio pro emendatione Bibliorum — была созвана Папой Пием V в 1569 году. В её состав вошли кардиналы Колонна, Сирлето, Мадруццо, Суше и Карафа. В общей сложности Комиссия провела 26 сессий, во время которых было решено использовать старейшую полную рукопись Вульгаты — Амиатинский кодекс и Кодекс Караффы (Carafianus). Однако Григорий XIII своей волей распустил Комиссию.
Третья Комиссия была созвана Сикстом V в 1586 году, её возглавил кардинал Карафа, однако в работе активное участие принимал и сам Папа. Комиссия привлекла для работы лучшие из рукописей, в том числе испанские кодексы, но часть материалов была доставлена в Рим слишком поздно. За два года была подготовлена критическая редакция, однако Папа не был ею доволен, и взялся составить альтернативный вариант с другой разбивкой на главы и стихи. Трёхтомное издание Вульгаты вышло в мае 1590 года (Biblia Sacra Vulgatae editionnis, ad Concilii Tridenti praescriptum emendata et a Sixto V P. M. recognita et approbata), ему предшествовала булла Aeternus Ille (1 марта), в которой Сикстинское издание объявлялось единственно верным и пригодным для частного и публичного чтения, цитирования и проповеди, отклонение от которого каралось отлучением.
После скоропостижной кончины Сикста V (27 августа 1590 года) коллегия кардиналов уже 5 сентября 1590 остановила продажу издания (Святой Престол получил на него монополию на 10 лет), выкупив по возможности уже проданные копии. Было объявлено, что издание неряшливо напечатано, и начата подготовка нового. По мнению Б. Мецгера, главной причиной было противодействие Ордена Иезуитов, поскольку труд Беллармино волей покойного Папы попал в «Индекс запрещённых книг». Именно Беллармино написал предисловие к следующему изданию.
Ныне Сикстинское издание является большой редкостью, два экземпляра его хранятся в Великобритании, рукопись — в Ватиканской апостольской библиотеке (Codex Vaticanus latinus 9509). Текстологи обозначают это издание сиглой vgs.

### Климентова Вульгата
Новая Комиссия по исправлению Вульгаты собралась 7 февраля 1591 года. В её состав входили Р. Беллармино, Франциск Толедский, Августин Валерий, Ф. Борромео, А. Рокка и другие. Климент VIII, избранный Папой 30 января 1592 года, немедленно включился в подготовку нового издания. Уже 9 ноября была издана булла Cum Sacrorum и одновременно с ней вышло издание Климентовой Вульгаты. На титульном листе были обозначены имена двух Пап — Сикста V и Климента VIII, поэтому иногда Вульгату 1592 года именуют Сиксто-Климентинским изданием (Biblia Sacra Vulgatæ editionis, Sixti V Pontificis Maximi jussu recognita et Clementis VIII). Поскольку официальное издание не было свободно от опечаток, их исправляли в переизданиях 1593 и 1598 годов. Официально Климентовой Вульгата стала в издании 1604 года. От издания 1590 года Климентова Вульгата отличалась более чем в 3000 чтений. В тексте Клементины присутствовала Comma Johanneum, а ветхозаветные апокрифы — Третья и Четвёртая книги Ездры и Молитва Манассии — были вынесены в приложение. В издании 1592 года не было прологов Иеронима, в перепечатках 1593 и 1598 годов их опубликовали в самом начале, без привязки к конкретным библейским книгам. Также в издании 1592 года отсутствовали ссылки на параллельные места, в изданиях 1593 и 1598 годов они были помещены как обычно, внизу страницы.
До 1979 года Клементина была официальной латинской Библией Римско-католической церкви. Текстологи обозначают эту редакцию сиглами vgc или vgcl.

### Научные критические издания
Примером филологического научного издания XIX века является Вульгата немецкого филолога Карла Лахмана, выпущенная в двух томах в Берлине в 1842—1850 годах. Издание это примечально своим построением: в верхней половине страницы Лахман поместил свою редакцию греческого текста, в нижней — латинский текст, а между ними указывались использованные рукописи. Латинский текст основывался всего на двух рукописях — Амиатинском и Фульдском кодексах, причём Амиатинский использовался в виде материалов сопоставления, весьма несовершенного. Собственное издание Вульгаты выпустил в 1840 году Фердинанд Флек, оно содержало аппарат разночтений Клементины и Амиатинского кодекса. В 1854 году своё критическое издание представил Константин фон Тишендорф, сопоставив греческий текст с Вульгатой и переводом Лютера. Из немецких критических изданий известно Novum Testamentum Latine Эберхарда Нестле, который снабдил текст Климентовой Вульгаты критическим аппаратом, сопоставив его с изданиями: Сикстинским, Лахмана, Тишендорфа, Вордсворта и Уайта, а также Амиатинским и Фульдским кодексами. К. Аланд в 1984 и 1992 годах полностью пересмотрел издание Нестле и переиздал его под тем же названием Novum Testamentum Latine. За основу текста была взята Новая Вульгата, а критический аппарат воспроизводит исключительно печатные издания: Штутгартское (1969), Библии Гутенберга, латинский текст Комплютенской Полиглотты (1517—1522), Виттенбергского издания Лютера (1529), издания Эразма Роттердамского (1527), Робера Этьена (1540), Гентения Лувенского (1547), Плантена (1573), Сикстинского и Клементинского изданий и двух изданий Вордсворта и Уайта. Существует и издание, воспроизводящее как греческий, так и латинский тексты Нового Завета.

#### Оксфордское издание
В 1877 году теолог Оксфордского университета Джон Вордсворт поставил перед собой задачу восстановления изначального текста Иеронима. В 1878 году его предложение было принято издательством «Clarendon Press» и было начато самое полное издание Нового Завета Вульгаты, которое, как оказалось, растянулось на 77 лет. В 1885 году Вордсворт стал епископом Солсбери, и работу стал вести его ассистент Генри Джулиан Уайт. В 1889 году вышел первый том под названием Nouum Testamentum Domini nostri Iesu Christi Latine, secundum editionem sancti Hieronymi. Он содержал введение к труду и Евангелие от Матфея. В основу был положен Амиатинский кодекс, в критическом аппарате использовались ещё 9 рукописей. Только в 1898 году вышло Четвероевангелие, а Деяния Апостолов были опубликованы в 1905 году. После этого Британское Библейское общество предложило выпустить editio minor, которое Уайт опубликовал в 1911 году. Удобное для использования, оно имело аппарат разночтений 7 полных рукописей Нового Завета и двух евангельских. Вордсворт скончался в 1911 году. Публикация второго тома Оксфордской Вульгаты шла в 1913—1941 годах от Послания к Римлянам до Послания к Евреям. Третий том (с Соборными посланиями и Апокалипсисом) был опубликован Х. Спарксом и А. Адамсом в 1954 году — через 65 лет после выхода первой части. Это издание обозначается сиглой vgww.
Согласно Б. Мецгеру, Оксфордское издание демонстрирует собственное внутреннее развитие. Вордсворт начинал проект как критик, стремившийся создать солидный академический текст, история которого была для него второстепенной. Уайт, начиная с издания Евангелия от Луки, стал вводить в критический аппарат разночтения из старолатинских рукописей и цитаты из Отцов Церкви. Это же вызывало и критические отзывы, поскольку многие ссылки на старолатинские и святоотеческие свидетельства были сделаны по неточным рукописям и неавторитетным изданиям.

#### Штутгартское издание
Последнее критическое издание Вульгаты — Biblia Sacra Vulgata — вышло в 1969 году в Штутгарте (Württembergische Bibelanstalt) под редакцией интернационального коллектива католических и протестантских учёных. В разные годы её редактировали Роберт Вебер, Бонифаций Фишер, Жан Грибомон, Хедли Спаркс, Вальтер Тиле, Роджер Грайсон. По имени первого и последнего редакторов Штутгартское критическое издание иногда именуется Изданием Вебера-Грайсона. Оно постоянно обновляется, пятое издание опубликовано в 2007 году.
Biblia Sacra Vulgata с самого начала предполагалась как удобная альтернатива многотомным критическим публикациям: первые два издания выходили в двух томах, третье (1983), четвёртое (1994) и пятое (2007) — в одном томе. Карманный формат сопровождается удобным критическим аппаратом, расположенным на полях и внизу страницы. Текст очищен от ошибок переписчиков и базируется, в основном, на 8 древнейших рукописях, в том числе Амиатинском и Фульдском кодексах, а также старолатинских рукописях V века. Текст частично отражает орфографию средневековой латыни (например, coelum вместо caelum, но не celum), при этом написания личных имён и географических названий (в отличие от неупорядоченного рукописного их написания) унифицированы. Текст издания лишён пунктуации, стихи пронумерованы, внутристиховое деление показано с помощью форматирования (втяжки). Текст отличается от Климентовой Вульгаты и Оксфордского издания, поскольку использует не только старолатинские чтения, но и греческие. В соответствии со старолатинскими рукописями и Оксфордским изданием в Штутгартском издании отсутствует Comma Johanneum.
Псалтирь в Штутгартском издании опубликована в двух вариантах Иеронима — галликанском и juxta Hebraicum, напечатанных на развороте, что позволяет легко сопоставлять тексты. Издание включает все апокрифы, включая Псалом 151, Третью и Четвёртую книги Ездры и Молитву Манассии, а также Послание к Лаодикийцам. Важная особенность Штутгартского издания — публикация предисловий блаж. Иеронима к отдельным книгам Писания. Редакционные тексты (общее предисловие, исторический очерк и др.) напечатаны на латинском, немецком, французском и английском языках.

## Новая Вульгата

### Бенедиктинское издание
На рубеже XIX—XX веков быстрое совершенствование методов научной критики текста, открытие новых манускриптов и успехи протестантских богословов и текстологов привели к тому, что и в Католической церкви проявилось сознание необходимости создания нового библейского перевода на латинский язык, а не редактирования Клементины. В этой ситуации Папа Пий X, официально осудив модернизацию, в 1907 году поручил Ордену бенедиктинцев поиск неисследованных рукописей и воссоздание первоначального текста Иеронима в возможно более чистой форме. Motu proprio от 23 ноября 1914 года создавалась международная комиссия для реализации этого издания — Pontifica Commissio Vulgatae Bibliorum editione. Комиссия начала фотокопирование наиболее авторитетных итальянских и испанских рукописей и их издание. С 1933 года Комиссия располагалась во вновь основанном аббатстве Св. Иеронима в Риме; первым его настоятелем и главой комиссии был Анри Кентен (1872—1935). В период c 1926 по 1969 годы были опубликованы несколько ветхозаветных книг (Biblia Sacra iuxta Latinam Vulgatam versionem ad codicum fidem iussu Pii XI). Поскольку с 1960-х годов данное издание более не требовалось как официальное, в 1984 году деятельность комиссии была свёрнута, однако небольшой штат монахов-исследователей полностью завершил издание Ветхого Завета к 1995 году.
Особую практическую важность в XX веке приобрёл вопрос о новом переводе Псалтири — менялся цикл богослужения, а многие используемые в нём тексты не отличались ясностью и доступностью. Папа Пий XII, приняв во внимание многочисленные пожелания епископов со всего мира, поручил профессорам Понтификального Библейского Института подготовить новый перевод Псалтири, соответствующий современному уровню развития науки. Апостольским посланием motu proprio in cotidanis precibus (по собственному почину Папы) от 24 марта 1945 года новый перевод заменил в Римском Бревиарии галликанскую Псалтирь.

### Nova vulgata
Второй Ватиканский Собор уделил внимание совершенствованию нового перевода Псалтири на латинский язык. Папа Павел VI ещё во время работы Собора создал Совет экспертов из пяти человек для выполнения соборной конституции Sacrosanctum Concilium о священной Литургии касательно исправления перевода Псалтири. Позднее он принял решение о пересмотре всей Вульгаты, и 29 ноября 1965 года, за девять дней до закрытия Собора, создал особую понтификальную Комиссию по подготовке к изданию Новой Вульгаты (Pontificia Commissio pro Nova Vulgata Bibliorum editione) под председательством кардинала Августина Беа, тогдашнего ректора Библейского Института в Риме. В Комиссию был включён и Совет по пересмотру Псалтири.
Перед Комиссией была поставлена чрезвычайно сложная задача: с одной стороны — не создавать принципиально новый перевод, с предельной бережностью отнестись к тексту Св. Иеронима, не забывая о том, что этот текст освящён святоотеческой традицией и вековой литургической практикой. С другой стороны — Новая Вульгата должна была отвечать требованиям современной текстологии и соответствовать авторитетным манускриптам, сохранив при этом язык в духе библейской христианской латыни.
Новая версия Вульгаты создавалась 14 лет, результаты работы издавались отдельными книгами. Пересмотренная Псалтирь вышла 10 августа 1969 года, в 1970 году она вошла в реформированный Бревиарий (Литургия часов), заменив версию 1945 года. Полный Новый Завет был опубликован в трёх томах в 1970—1971 годах. Полный текст Библии вышел в одном томе в 1979 году и получил название «Новой Вульгаты» (Nova vulgata bibliorum sacrorum editio). Издание было утверждено и провозглашено типовым (editio typica) папой Иоанном Павлом II в том же 1979 году и стало новым официальным текстом Библии, принятым в Католической церкви.
В 1986 году вышло второе типовое издание Новой Вульгаты, в которое были внесены некоторые изменения с целью достичь большей ясности и единообразия текста. Этот текст был высоко оценён специалистами в области библейской текстологии, в частности, К. Аланд положил в основу греко-латинского издания Нового Завета именно Новую Вульгату как максимально приближенную к букве греческого текста.
За основу для перевода Ветхого Завета было взято критическое издание масоретского текста (Biblia Hebraica Studgardensia), а также критическое издание Септуагинты. Кроме того, были использованы арамейский и сирийский переводы и переводы Аквилы, Симмаха и Теодульфа. В качестве основы для книги Иисуса, сына Сирахова был взят старолатинский текст как наиболее близкий к первоначальному, который невозможно восстановить. Книга пророка Исайи была откорректирована в соответствии с двумя кумранскими манускриптами (1QIsa и 1QIsb), поскольку было признано, что Септуагинта в этой книге чрезмерно вольно передаёт пророческие тексты.
В качестве эталона морфологии, синтаксиса и стиля для Новой Вульгаты была принята раннехристианская латынь. Как и у Иеронима, перевод не стремится к полному соответствию нормам классического латинского языка; в нём допускаются синтаксические конструкции, которых избегали авторы классической эпохи. Например, это употребление quod (или quia/quoniam) после verba sentiendi et dicendi вместо винительного падежа с инфинитивом, а также особое употребление личных местоимений, предлогов и союзов, свойственное христианской латыни.
Евангелия были пересмотрены для максимального приближения к греческому оригиналу. Комиссия отказалась от метода Св. Иеронима, который оставлял в тексте Евангелий слова и обороты, свойственные латинскому языку, хотя и отклонялись от буквы и стиля греческого оригинала. Напротив, Комиссия хотела добиться того, чтобы латинский текст являлся отражением греческого, с передачей исторических и богословских особенностей стиля каждого евангелиста. Было принято оставить привычную в церковной латыни орфографию, пунктуация должна была помогать в чтении и переводе.
В официальном издании Новой Вульгаты наряду с основным текстом помещён и критический аппарат, указывающий важнейшие разночтения и возможности перевода греческих слов. Ранее такая возможность была исключена буллой Сикста V 1592 года. Таким образом, Католическая церковь не стремится установить канонический текст «отныне и навеки», оставляя за собой право выносить авторитетное суждение и определять подлинность и соответствие Священному Преданию различных вариантов перевода.
В 2001 году Конгрегация богослужения и дисциплины таинств выпустила инструкцию Liturgiam authenticam, в которой было подтверждено, что латинские литургические тексты продолжают оставаться нормативными для всей Католической церкви, и именно на них должны ориентироваться все переводы на национальные языки.
Новая Вульгата содержит 46 книг Ветхого Завета и 27 книг Нового Завета. В неё входят все книги Синодального перевода Библии, за исключением Второй и Третьей книг Ездры и Третьей книги Маккавейской. Послание Иеремии входит шестой главой в книгу Варуха.